# Karl Ohs
Karl Ohs (* 18. November 1946 in Malta, Montana; † 25. November 2007 in Helena, Montana) war ein US-amerikanischer Politiker. Zwischen 2001 und 2005 war er Vizegouverneur des Bundesstaates Montana.

## Werdegang
Karl Ohs besuchte das Montana State College, wo er Landwirtschaft studierte. Er verließ die Schule aber ohne Abschluss, um seiner Familie in der Landwirtschaft zu helfen. Während seiner College-Zeit war er sportlich als Ringer aktiv. Im Jahr 2004, während seiner Zeit als Vizegouverneur, holte er seinen Abschluss an der Montana State University nach. Dazwischen bewirtschaftete er zusammen mit seiner Familie eine Ranch in Montana. 1988 war er Mitgründer der landwirtschaftlichen Firma Montana Agricultural Producers Inc., deren Vorsitz er übernahm. Politisch schloss er sich der Republikanischen Partei an. Er bekleidete zunächst einige lokale Ämter in seiner Heimat. In den Jahren 1995, 1997 und 1999 wurde er in das Repräsentantenhaus von Montana gewählt. 1994 machte er sich einen Namen, als es ihm gelang, einen Aufstand der religiösen Gruppe Montana Freemen gewaltlos zu beenden.
Im Jahr 2000 wurde Ohs an der Seite von Judy Martz zum Vizegouverneur von Montana gewählt. Dieses Amt bekleidete er zwischen 2001 und 2005. Dabei war er Stellvertreter der Gouverneurin. Im Jahr 2002 wurde er Vorsitzender der National Lieutenant Governors Association. Zwischen 2005 und 2007 war er republikanischer Staatsvorsitzender. Er starb am 25. November 2007 in Helena.